# أنوشا دانديكار
أنوشا دانديكار (بالإنجليزية: Anusha Dandekar)‏ (9 يناير 1982)، هي ممثلة ومغنية هندية أسترالية.

## النشأة والشخصية
ولدت أنوشا في 9 يناير 1982 في الخرطوم، السودان لعائلة تشاتبافانية برهمنية ماراثية، شاشيدهار وسولابها دانديكار، أصلا من بيون، الهند. نشأت هي وأختها الممثلة والعارضة شيباني دانديكار في كينغسغروف، نيوساوث ويلز، إحدى ضواحي سيدني، أستراليا.

## المشوار
في عام 2002، في سن ال19 ، انتقلت أنوشا إلى مومباي ، ماهاراشترا لمتابعة مهنتها. في عام 2003، قدمت أنوشا أول دور لها في بوليوود مع في فيلم سحر مومباي، وفي فيلم الضد  في عام 2005، جنبا إلى جنب مع أميتاب باتشان، سانجاي دوت، شارملا طاغور وجون أبراهام. فازت بأدائها في الفيلم بجائزة أفضل ظهور لأول مرة في حفل جوائز ماهاراشترا تايمز في عام 2006. ثم أدت دور البطولة في فيلم الموسيقي ميس بوليوود. في وقت لاحق من عام 2006، لعبت دور البطولة في من هو انتوني؟ جنبا إلى جنب أرشد وارثي وسانجاي دوت. في عام 2012، أدت لأول مرة فيلم باللغة المراثية، جاي جاي ماهاراشترا ماجها.
في يونيو 2012، أصدرت أنوشا أول أغنية لها أفضل من سابقك. الأغنية باللغة الإنجليزية.

## ديسكوغرافيا
| الإسم         | الإسم الأصلي        | السنة | الملاحظات    |
| ------------- | ------------------- | ----- | ------------ |
| أفضل من سابقك | Better Than Your Ex | 2012  | أغنية منفردة |

## فيلموغرافيا
| الإسم                    | الإسم الأصلي              | السنة | الدور            |
| ------------------------ | ------------------------- | ----- | ---------------- |
| سحر مومباي               | Mumbai Matinee            | 2003  | أنوشا الفاتنة    |
| الضد                     | Viruddh                   | 2005  | جيني             |
| من هو أنتوني؟            | Anthony Kaun Hai?         | 2006  | روزا             |
| أهلا                     | Hello                     | 2008  | شيفالي           |
| مدينة الذهب              | City of Gold (2010)       | 2010  | ماناسي           |
| بطن دلهي                 | Delhi Belly               | 2011  | سوفايا           |
| جاي جاي ماهاراشترا ماجها | Jai Jai Maharashtra Maaza | 2012  | أشويني ستيفينسون |

## الجوائز
| السنة | العمل      | الجائزة          | الفئة                         | النتيجة |
| ----- | ---------- | ---------------- | ----------------------------- | ------- |
| 2004  | سحر مومباي | جوائز ستارداست   | الوجه الجديد الأكثر إثارة     | رُشِّح     |
| 2006  | الضد       | جوائز ستارداست   | أفضل أداء أنثوي               | رُشِّح     |
| 2006  | الضد       | ماهاراشترا تايمز | أفضل ظهور لأول مرة            | فوز     |
| 2007  | فردية      | جوائز فيلم فير   | أفضل وجه                      | رُشِّح     |
| 2010  | فردية      | مجلة فيمينا      | قائمة 50 أجمل النساء في الهند | فوز     |